# اچ‌ام‌اس اچ۴۳
اچ‌ام‌اس اچ۴۳ (به انگلیسی: HMS H43) یک زیردریایی بود که طول آن ۱۷۱ فوت ۰ اینچ (۵۲٫۱۲ متر) بود. این زیردریایی در سال ۱۹۱۹ ساخته شد.